# Перуанский бальзам
Перуанский бальзам — смола, получаемая из коры бальзамного дерева (Myroxylon peruiferum) и других деревьев рода Мироксилон (Myroxylon), произрастающих в тропиках Америки. Несмотря на название, производится не в Перу, а в Сальвадоре.

## Свойства
Тёмно-бурая густая маслянистая жидкость с ароматом ванили и кислой реакцией; не растворима в воде, хорошо растворима в хлороформе, уксусной кислоте, смеси спирта с эфиром; плотность — 1,14 г/см³.

## Состав
Перуанский бальзам состоит в основном из эфиров бензойной и коричной кислот и смоляных спиртов с примесью ванилина.

## Применение
Применяется в парфюмерии, в пищевой промышленности, медицине (антипаразитическое, антисептическое и дезодорирующее средство). Вместо перуанского бальзама часто употребляют смесь синтетических эфиров бензойной и коричной кислот.